# Perilissus maltractator
Perilissus maltractator är en stekelart som beskrevs av Aubert 1987. Perilissus maltractator ingår i släktet Perilissus och familjen brokparasitsteklar. Inga underarter finns listade i Catalogue of Life.